# Cà Ragni
Cà Ragni es una curazia situada en el castello (municipio) de Serravalle (San Marino).